# Lets honkbalteam

De Letse vlag.

Het Lets honkbalteam is het nationale honkbalteam van Letland. Het team vertegenwoordigt Letland tijdens internationale wedstrijden.
Het Lets honkbalteam sloot zich in 2009 aan bij de Europese Honkbalfederatie (CEB), de continentale bond voor Europa van de IBAF.